# Usza Mała
Usza Mała – wieś w Polsce, położona w województwie podlaskim, w powiecie wysokomazowieckim, w gminie Klukowo.
W latach 1954–1959 wieś była siedzibą gromady Usza Mała. W latach 1975–1998 wieś administracyjnie należała do województwa łomżyńskiego.
Wierni kościoła rzymskokatolickiego należą do parafii Zmartwychwstania Pańskiego w Kuczynie.

## Integralne części wsi
| SIMC    | Nazwa          | Rodzaj    |
| ------- | -------------- | --------- |
| 0398801 | Gnaty-Soczewka | część wsi |

## Historia
Wieś założona w połowie XVI wieku przez Uszyńskich herbu Lubicz. W roku 1518 wzmiankowany Mroczko de Usza.
Dziedziczył tu również ród Łuniewskich herbu Łukocz. W drugiej połowie XVIII właścicielami: Michał i Jakub Łuniewscy.
W I Rzeczypospolitej wieś w ziemi drohickiej w województwie podlaskim.
W roku 1827 wieś liczyła 13 domów i 83 mieszkańców.
Pod koniec XIX w. wzmiankowana jako miejscowość drobnoszlachecka. Wymienione są: Usza Wielka, Usza Mała i Usza Szczuki.
W 1891 roku we wsi znajdowało się 12 gospodarstw o powierzchni 69 ha. Przeciętne gospodarstwo liczyło niecałe 6 ha. W 1921 miejscowość należała do gminy Klukowo. Liczyła wówczas 8 domów i 54 mieszkańców.

## Obiekty zabytkowe
- dom nr 5, drewniany, początek XX w.[11]

## Urodzeni w Uszy Małej
- Ligia Krajewska